# Jean Origer
Jean Origer (* 25. Mai 1877 in Esch an der Alzette; † 17. September 1942 im KZ Dachau) war ein luxemburgischer römisch-katholischer Geistlicher, Journalist, Politiker und Märtyrer.

## Leben
Monsignore Jean Origer wuchs als Sohn eines Landwirts auf, besuchte das Athenäum und das Luxemburger Priesterseminar und wurde 1902 zum Priester geweiht. Nach einigen Jahren als Kaplan an der  Domkirche in der Stadt Luxemburg prägte er ab 1910 als Direktor der Sankt-Paulus-Druckerei und als Direktor der katholischen Tageszeitung Luxemburger Wort, sowie ab 1922 als Parlamentsabgeordneter und Chef der Rechtspartei (Parti de la droite) das öffentliche Leben im Staat. Er wurde Dompropst. Ab 1929 trug er den Titel eines Päpstlichen Kammerherren und ab 1933 den eines römischen Prälaten.
1938 stimmte er Luxemburg auf einen anti-nationalsozialistischen Kurs ein. Deshalb wurde er am 6. September 1940 von der Gestapo verhaftet und kam über das Gefängnis Trier und das KZ Sachsenhausen in das KZ Dachau. Dort starb er am 17. September 1942 im Alter von 65 Jahren.

## Gedenken
In der Stadt Luxemburg trägt eine Straße seinen Namen. In seiner Geburtsstadt Esch an der Alzette ist ihm in der Pfarrkirche Sankt Josef ein Kirchenfenster gewidmet.